# Darkseid
Darkseid (prawdziwe imię Uxas) – fikcyjna postać (złoczyńca) występujący w komiksowych magazynach z udziałem Supermana, wydawanych przez DC Comics. Autorem postaci był scenarzysta i rysownik Jack Kirby, który pierwszy raz zaprezentował postać w magazynie Superman's Pal Jimmy Olsen vol. 1 #134 (listopad 1970). Tworząc wizerunek postaci Darkseida, Jack Kirby posłużył się twarzą amerykańskiego aktora Jacka Palance'a, zaś osobowość złoczyńcy miała być odwzorowaniem osobowości Adolfa Hitlera.

## Charakterystyka
Darkseid jest jednym z największych superzłoczyńców w Uniwersum DC, ukazując się przeważnie jako wróg Nowych Bogów (New Gods), jak i Supermana (a dalej całej Justice League). Przedstawiany jest jako despotyczny władca surowej planety Apokalips. Podobnie jak inni przedstawiciele Nowych Bogów, Darkseid jest niewiarygodnie potężny. Jego główną bronią są promienie Omega (Omega Beams), czyli wystrzeliwaną z oczu wiązka energii, którą jest w stanie zdalnie nakierować na cel. Ma trzech rodzonych synów: Kalibaka,  Oriona (został on oddany Nowym Bogom z New Genesis jako gwarant pokoju między obiema planetami) i Grayvena. Dowodzi on armią złożoną z Elity (Darkseid's Elite) i formacji Parademonów (Parademons). Jest owładnięty myślą opracowania tzw. równania Anty-Życia (Anti-Life Equation), które pomogłoby mu ziścić jego marzenie o dominacji nad wszechświatem. Odegrał on znaczącą rolę w historii Final Crisis, w której zamordował Batmana.

## Występowanie
Postać Darkseida gościła również w różnego rodzaju adaptacjach komiksów DC Comics. Darkseid był głównym antagonistą w finałowym sezonie serialu telewizyjnego Tajemnice Smallville (Smallville), gdzie został przedstawiony jako pozaziemski wróg Clarka Kenta (Tom Welling), który przejmował kontrolę nad innymi ludźmi. W wersji animowanej pojawiał się m.in. w serialach animowanych, których akcja rozgrywa się we wspólnym uniwersum (DC animated universe): Superman (Superman: The Animated Series), Liga Sprawiedliwych (Justice League) i Liga Sprawiedliwych Bez Granic (Justice League Unlimited), gdzie głosu użyczył mu aktor Michael Ironside. W filmie animowanym Superman/Batman: Apokalipsa (Superman/Batman: Apocalypse) głosu postaci użyczył aktor Andre Braugher, natomiast w filmie animowanym Justice League: War aktor Steven Blum.
W zestawieniu największych komiksowych złoczyńców portalu internetowego IGN, Darkseid uplasował się na miejscu 6..